# Farr West
|  | No s'ha de confondre amb Far West. |

Farr West és una població del Comtat de Weber a l'estat de Utah alsEstats Units d'Amèrica.

## Demografia
Segons el cens dels Estats Units del 2000 tenia 3.094 habitants, 1.034 habitatges, i 822 famílies. La densitat de població era de 204,6 habitants per km².
Dels 1.034 habitatges en un 40,3% hi vivien nens de menys de 18 anys, en un 70,3% hi vivien parelles casades, en un 6,7% dones solteres, i en un 20,5% no eren unitats familiars. En el 19,2% dels habitatges hi vivien persones soles el 10,5% de les quals corresponia a persones de 65 anys o més que vivien soles. El nombre mitjà de persones vivint en cada habitatge era de 2,99 i el nombre mitjà de persones que vivien en cada família era de 3,46.
Per edats la població es repartia de la següent manera: un 31,7% tenia menys de 18 anys, un 9% entre 18 i 24, un 24% entre 25 i 44, un 20,8% de 45 a 60 i un 14,5% 65 anys o més.
L'edat mediana era de 36 anys. Per cada 100 dones de 18 o més anys hi havia 89,9 homes.
La renda mediana per habitatge era de 41.618 $ i la renda mediana per família de 48.276 $. Els homes tenien una renda mediana de 43.094 $ mentre que les dones 25.871 $. La renda per capita de la població era de 17.411 $. Entorn del 2% de les famílies i el 2,5% de la població estaven per davall del llindar de pobresa.

## Poblacions més properes
El següent diagrama mostra les poblacions més properes.